# تبعات اقتحام مبنى الكابيتول في الولايات المتحدة عام 2021

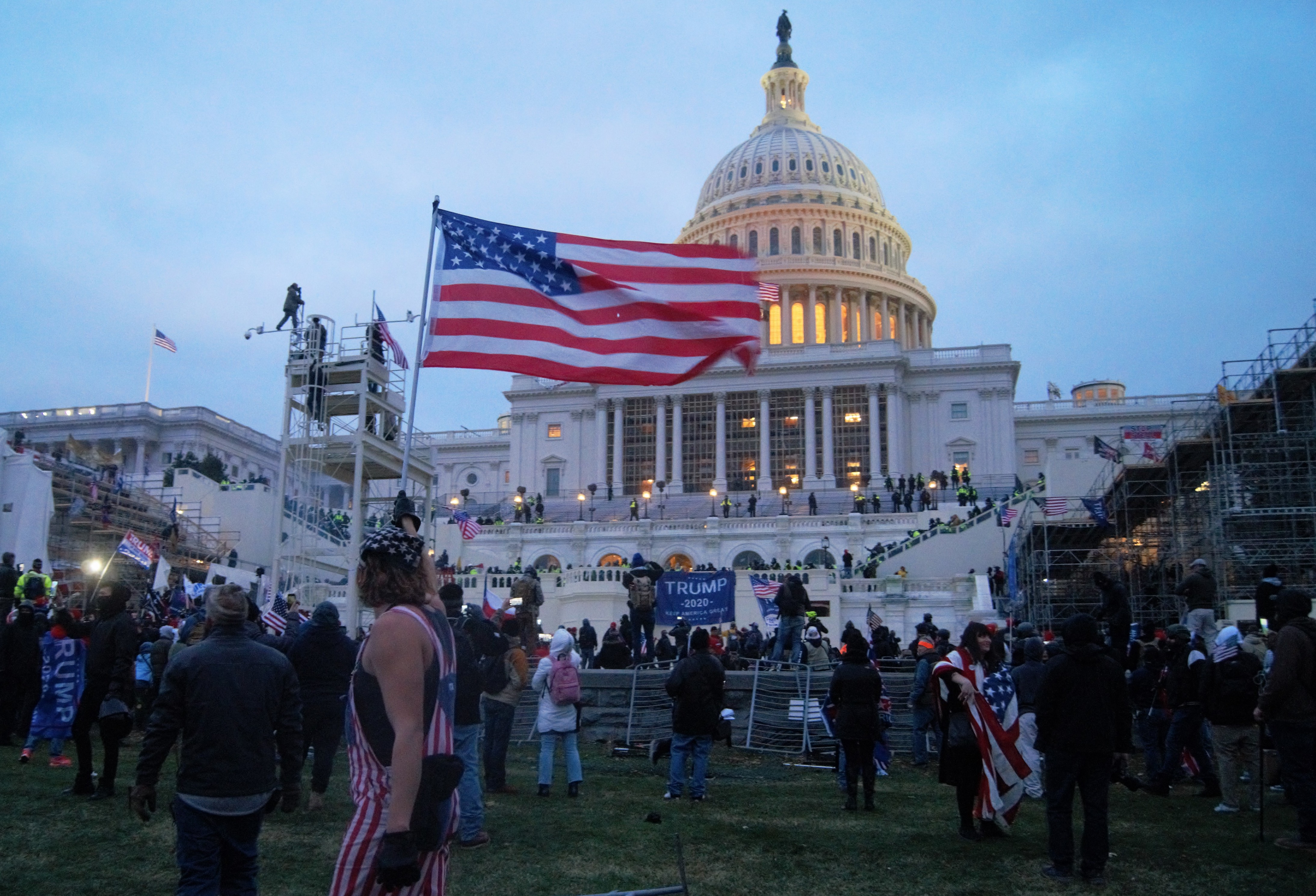
تجمع للمتظاهرون خارج مبنى الكابيتول في 6 يناير 2021

من تبعات اقتحام مبنى الكابيتول في الولايات المتحدة عام 2021، حدوث تحقيقات جنائية، ومخاوف تتعلق بالصحة العامة وتداعيات سياسية مختلفة، أبرزها دعوى عزل دونالد ترامب الثانية. وأثارت أعمال الشغب مطاردة على مستوى البلاد للجناة من قبل سلطات إنفاذ القانون الفيدرالية، وفي غضون أيام حدثت اعتقالات واتهامات. أدى الحادث إلى استقالة شخصيات بارزة داخل شرطة الكابيتول بالولايات المتحدة وإدارة ترامب. ضُغط على المسؤولين في مجلس الوزراء لتنفيذ التعديل الخامس والعشرين لعزل ترامب من منصبه.
خضع الأشخاص الذين جرى التعرف عليهم على أنهم مثيري الشغب في مبنى الكابيتول لتحقيقات جنائية واعتقالات. حُظرت حسابات ترامب على مواقع التواصل الاجتماعي المختلفة، بما في ذلك تويتر، ويوتيوب، وفيسبوك جراء تورطه في التحريض على اقتحام مبنى الكابيتول. ردًا على منشورات مختلفة من قبل مؤيدي ترامب على موقع التدوين المصغر بالير والمؤيدة لأعمال الشغب والتمرد ومحاولات قلب الانتخابات الرئاسية الأمريكية لعام 2020، أنهت أمازون خدمات الحوسبة السحابية التي استضافتها خدمات أمازون ويب في 10 يناير.
بيّن مسؤولو الصحة العامة خطر هذا الحدث في تفاقم وباء كوفيد 19 في الولايات المتحدة. أما الإجراءات الأمنية المتخذة لتنصيب جو بايدن رئيسًا فقد جرى تعززيها بشكل ملحوظ. وشمل ذلك نشر الحرس الوطني للولايات المتحدة، مع إنشاء طوق أمني حول كابيتول هيل. أعلنت الناطقة باسم مجلس النواب نانسي بيلوسي تشكيل لجنة على غرار لجنة 11 سبتمبر للتحقيق في الأحداث المحيطة بالهجوم على مبنى الكابيتول.

## الخلفية
كان اقتحام مبنى الكابيتول بالولايات المتحدة هجومًا متمردًا وعنيفًا ضد الكونغرس الأمريكي رقم 117 في 6 يناير 2021، نفذه حشد من مؤيدي الرئيس الأمريكي دونالد ترامب في محاولة للانقلاب على هزيمته في الانتخابات الرئاسية لعام 2020. بعد حضور تجمع سياسي استضافه الرئيس، سار الآلاف من أنصاره في شارع بنسلفانيا إلى مبنى الكابيتول، حيث اخترق العديد منهم الطوق الذي فرضته الشرطة واقتحموا المبنى في محاولة لتعطيل إحصاء فرز الأصوات في المجمع الانتخابي لإضفاء الطابع الرسمي على فوز الرئيس المنتخب جو بايدن في الانتخابات. لاحقًا، احتل الحشد أجزاء من المبنى وخربوها ونهبوها لعدة ساعات، ما أدى إلى إخلاء مبنى الكابيتول وإغلاقه، فضلًا عن مقتل خمسة أشخاص.

## التحقيقات والملاحقات الجنائية
في 7 يناير، قال مايكل آر. شيروين، النائب العام المؤقت للولايات المتحدة عن مقاطعة كولومبيا، إن مثيري الشغب يمكن أن يتهموا بالتآمر أو التمرد. وقال إن أي ضابط في شرطة الكابيتول وجد أنه ساعد مثيري الشغب ستوجه الاتهامات إليه، واقترح كذلك التحقيق مع ترامب بسبب التعليقات التي أدلى بها لمؤيديه قبل اقتحام مبنى الكابيتول وأن الآخرين الذين «ساعدوا أو سهلوا أو لعبوا دورًا ثانويًا» في الأحداث من الوارد التحقيق معهم أيضًا. حتى 14 يناير، كانت غالبية التهم الموجهة تتعلق بالسلوك غير المنضبط والدخول غير القانوني.
في 7 يناير أيضًا قال رئيس لجنة الأمن الداخلي في مجلس النواب، بيني تومسون، إن مثيري شغب الذين دخلوا مبنى الكابيتول ينبغي إضافتهم إلى قائمة حظر الطيران الفيدرالية. وقال أندرو مكابي، القائم بأعمال مدير مكتب التحقيقات الفيدرالي والمفتش العام ديفيد سي. ويليامز، إن ترامب قد يواجه اتهامات جنائية بالتحريض على أعمال الشغب.
قال المدعي العام في العاصمة، كارل راسين، إنه يدرس تحديدًا إمكانية توجيه الاتهام إلى دونالد ترامب الابن، ورودي جولياني، ومو بروكس بالتحريض على الهجوم العنيف على مبنى الكابيتول، وأشار إلى أنه قد يفكر في توجيه الاتهام إلى دونالد ترامب عندما يترك منصبه. صدرت أيضًا دعوات لمحاكمة ترامب بتهمة تحريض الحشد على اقتحام مبنى الكابيتول في أعقاب الحدث. قال عمدة العاصمة موريل بوزر: «لقد رأينا هجومًا غير مسبوق على ديمقراطيتنا الأمريكية بتحريض من رئيس الولايات المتحدة. يجب أن يحاسب. خطابه الدائم والداعي للانقسام أدى إلى الأعمال المقيتة التي شهدناها اليوم». صرح خبراء قانونيون أن اتهام ترامب بالتحريض سيكون أمرًا صعبًا بموجب حكم براندنبورغ ضد أوهايو (1969)، وهو حكم المحكمة العليا الذي نص على أنه لكي يعتبر الكلام محرضًا جنائيًا، يجب أن يكون الهدف منه التحريض على «عمل غير قانوني وشيك» و«يحتمل أن يحرض أو يؤدي إلى مثل هذا العمل».
على الرغم من أن عدد الأشخاص الذين اعتقلوا كان كبيرًا بما يكفي لرفض التعميم، فإن 17%على الأقل كانوا مرتبطين بحركات متطرفة أو هامشية، بما في ذلك براود بويز، وأوث كيبرس، و، ثري بيرسنتس، وبتريوت فرونت، بالإضافة إلى تكساس فريدوم فورس. ولم تكن الأغلبية منتسبة إلى مجموعة يمينية متطرفة محددة، بل كانوا أكثر تطرفًا بشكل غير رسمي وظهر ذلك من خلال اليمين المتطرف على الإنترنت أو وسائل التواصل الاجتماعي أو التلفزيون. وكان 15% على الأقل على صلة بالجيش أو بتنفيذ القانون. وكان نحو 40% منهم من أصحاب الأعمال أو العمال ذوي الياقات البيضاء، ويبدو أن نحو 9% فقط من العاطلين عن العمل. راجعت صحيفة واشنطن بوست السجلات العامة للمتهمين الذين لديهم معلومات كافية لمعرفة تاريخهم المالي وتبين أن 60% منهم عانوا من مشاكل مالية على مدار العشرين عامًا الماضية. عانى 18% من إفلاس سابق (ما يقرب من ضعف معدل عامة الناس)، و20% لديهم إجراءات مسبقة للطرد وحبس الرهن، وقد رفع أحد الدائنين دعوى قضائية ضد 25% لعدم دفع الأموال المستحقة؛ وآخرون لديهم ديون سيئة أو ضرائب متأخرة أو امتيازات ضريبية. عبّر الكثيرون بوضوح عن إيمانهم بكيو أنون وهي نظرية مؤامرة. وبينما كانت غالبية المتهمين من الرجال، وجهت التهم أيضًا إلى 25 امرأة. وكان متوسط الأعمار لمن عُرفت اعمارهم 41 عامًا، أصغرهم 18 عامًا وأكبرهم 70 عامًا. الذين اعتقلوا جاؤوا من 42 ولاية، وكان العدد الأكبر من تكساس، ونيويورك، وفلوريدا، وبنسلفانيا. كان لدى 27 منهم على الأقل سوابق جنائية؛ مع وجود تسعة أشخاص على الأقل سبق اتهامهم أو إدانتهم بارتكاب أعمال عنف ضد المرأة (ومن بينهم امرأة قضت خمس سنوات في السجن بتهمة الاغتصاب والضرب الجنسي) أو خضعوا لأوامر تقييدية تتعلق بالعنف المنزلي.
في 10 فبراير ذكرت شبكة سي إن إن أن مكتب التحقيقات الفيدرالي، الذي يحقق في وفاة ضابط شرطة الكابيتول براين سيكنك، بصدد تضييق قائمة المشتبه بهم المحتملين. في 26 فبراير ورد أن الوكالة حددت أحد المشتبه بهم بدقة، وفقًا للمصادر.
ذكرت صحيفة نيويورك تايمز في مارس 2021 أن مكتب التحقيقات الفيدرالي كان يحقق في اتصالات بين شريك لم يكشف عن اسمه في البيت الأبيض وعضو لم يذكر اسمه من براود بويز خلال الأيام التي سبقت الاقتحام. وكُشفت الاتصالات من خلال فحص البيانات الوصفية للهاتف المحمول والتي كانت منفصلة عن جهات الاتصال المعروفة سابقًا بين روجر ستون وبراود بويز.